# Perfect Moment
«Perfect Moment» es un sencillo lanzado el 23 de septiembre de 2009, por la cantante británica Cozi Costi, producido junto a los DJs y productores alemanes Eddie Thoneick, Francesco Díaz y Young Rebels. Fue publicado inicialmente por Wormland Black, sello discográfico subsidiario de Kontor Records y distribuido en varios territorios a través de Armada Music.
Este sencillo ha ocupado el segundo lugar en descargas de Beatport. El sencillo anterior fue Stamina el cual no ha tenido gran promoción.

## Vídeo musical
El vídeo de la canción es, sobre todo, acerca de una sesión fotográfica en Copacabana, ciudad de Río de Janeiro. Este video fue subido por los artistas en la dirección de YouTube y fue promocionado por Cozi Costi en su perfil de Facebook a mediados del mes de noviembre de 2009.

## Listado de canciones
| Formato Digital |                                                       |          |  |
| N.º             | Título                                                | Duración |  |
| 1.              | «Perfect Moment» (Radio Edit)                         | 2:55     |  |
| 2.              | «Perfect Moment» (Francesco Diaz & Young Rebels Edit) | 3:25     |  |
| 3.              | «Perfect Moment» (Francesco Diaz & Young Rebels Mix)  | 7:40     |  |
| 4.              | «Perfect Moment» (Eddie Thoneick Mix)                 | 6:35     |  |
| 5.              | «Perfect Moment» (Albin Myers & Jonas Sellberg Remix) | 7:32     |  |
| 6.              | «Perfect Moment» (Albin Myers & Jonas Sellberg Dub)   | 7:16     |  |
| 7.              | «Perfect Moment» (David Costa Remix)                  | 8:14     |  |
| 8.              | «Perfect Moment» (David Costa Full Vocal Mix)         | 8:09     |  |
| 9.              | «Perfect Moment» (David Costa Dub)                    | 8:11     |  |

| Formato Digital (2010) [Armada Digital] |                                          |          |  |
| N.º                                     | Título                                   | Duración |  |
| 1.                                      | «Perfect Moment» (Radio Edit)            | 2:55     |  |
| 2.                                      | «Perfect Moment» (Alex M.O.R.P.H. Remix) | 8:56     |  |
| 3.                                      | «Perfect Moment» (Ibizarre Main Dub Rub) | 8:33     |  |
| 4.                                      | «Perfect Moment» (Ibizarre Ovation Mix)  | 7:32     |  |